# Calocedrus rupestris
Espèce
Statut de conservation UICN

 EN A2cd : En danger
Calocedrus rupestris est une espèce d’arbres de la famille des Cupressaceae.

## Répartition
Calocedrus rupestris est présent naturellement en Chine du Sud-Est et au Vietnam.